# Walmart
Wal-Mart Stores, Inc. (NYSE: WMT) er siden 2008 markedsført som Walmart og før som Wal*Mart er en amerikansk mulitinational detailhandelsvirksomhed. Virksomheden er verdens største private virksomhed målt på omsætning og antal medarbejdere som i 2019 udgjorde 514,405 mia. USD og 2,2 mio. medarbejdere .  Walmart kontrolleres af Walton familien som ejer 48,2 % af Walmart.
Virksomheden er grundlagt af Sam Walton i 1962. Den blev omdannet til et aktieselskab 31. oktober 1969 og blev børsnoteret på New York Stock Exchange i 1972. Hovedsædet er i Bentonville, Arkansas. Walmart er også den største dagligvarekæde i USA og i 2009 udgjorde dagligvaresalget 51 % af omsætningen i USA. Walmart ejer og driver også Sam's Club, en varehusklub i Nordamerika.
Walmart har 11.695 varehuse i 28 lande, under 63 forskellige navne. Walmart-navnet benyttes i USA, i Mexico benyttes Walmex, i Storbritannien benyttes Asda, i Japan Seiyu og i Indien Best Price. Der drives datterselskaber i Argentina, Brasilien og Canada. Walmart har succes i Storbritannien, Sydamerika og Kina, men man har trukket sig fra markederne i Tyskland og Sydkorea.[kilde mangler]

## Historie
Den første Wal-Mart blev åbnet i 1962 i Rogers, Arkansas af firmaets stifter Sam Walton.
Wal-Mart har været stærkest repræsenteret i USA, men har ekspanderet til Sydamerika og Asien (især Kina). I Europa har Wal-Mart været svagt repræsenteret, men har i en årrække arbejdet på at komme ind på markedet – dette er bl.a. sket via opkøb i Tyskland og Storbritannien. I sommeren 2006 valgte man dog at trække sig helt ud af det tyske marked, og sælge butikkerne til konkurrenten Metro. Kæden har også ekspanderet til Mexico ved opkøb af kæden Bodega Aurrerá.[kilde mangler]

## Kritik
Wal-mart har ofte været genstand for hård kritik,[kilde mangler] ikke mindst i USA hvor de beskyldes for at udnytte deres dominerende status, ligesom arbejdsforholdene har været kritiseret.
Trods kritikken er butikkerne populære blandt kunderne, ikke mindst pga. de lave priser.
- Indgangsparti til et typisk amerikansk Wal-Mart-supercenter.
- Walmart-logoet brugt fra 29. juni 2008 til 13. januar 2025
- Walmart-gnistsymbol (Spark) brugt siden 13. januar 2025